# Condat, Lot
Condat är en kommun i departementet Lot i regionen Occitanien i södra Frankrike. Kommunen ligger i kantonen Vayrac som tillhör arrondissementet Gourdon. År 2022 hade Condat 399 invånare.

## Befolkningsutveckling
Antalet invånare i kommunen Condat
| Referens: INSEE |